# Lueng Buloh
Lueng Buloh is een bestuurslaag in het regentschap Aceh Barat van de provincie Atjeh, Indonesië. Lueng Buloh telt 363 inwoners (volkstelling 2010).